# Shiihashi Keiya
Shiihashi Keiya (椎橋 慧也 Shiihashi Keiya, sinh ngày 20 tháng 6 năm 1997) là một cầu thủ bóng đá người Nhật Bản. Anh thi đấu cho Vegalta Sendai.

## Sự nghiệp
Shiihashi Keiya gia nhập câu lạc bộ tại J1 League Vegalta Sendai năm 2016. Ngày 26 tháng 4 năm 2017, anh ra mắt ở J.League Cup (v Shimizu S-Pulse).